# 帰らざる日々 (曲)
「帰らざる日々」（かえらざるひび）は、アリスの8枚目のシングル。1976年4月5日に東芝EMIから発売された。

## 解説
「今はもうだれも」に続いてオリコンチャートシングル部門でベスト20位入りした。前作はカバーであったが、オリジナル楽曲でも初のベスト20位入り。
1978年に公開された藤田敏八監督の映画『帰らざる日々』の主題歌に採用され、同年再ヒットした。
作詞した谷村新司曰く、この曲は「女の子が睡眠薬を飲んで、電話越しに自死していく様子を歌った歌」ということで、最初はブレイク前のアルフィー（THE ALFEE）に提供するつもりで作ったが、その提案を受けた坂崎幸之助は「ちょっと僕らには重いんじゃないですか」と返答して辞退したという。
2020年10月28日にMEG-CDで再発された。

## 収録曲
全曲作詞：谷村新司

### SIDE 1
1. 帰らざる日々[4:02]
作曲：谷村新司　編曲：篠原信彦　ストリングス編曲：青木望

### SIDE 2
1. あの日のままで [2:59]
作曲：堀内孝雄　編曲：篠原信彦・堀内孝雄

## カバー
- 1978年、西城秀樹（アルバム『永遠の愛7章』収録）
- 1993年、研ナオコ（アルバム『Ago あの頃へラブレター』収録）
- 2004年、ピーター（シングル「帰らざる日々」収録）
- 2007年、柏原芳恵（アルバム『encore』収録）
- 2024年、犬塚ヒカリ（アルバム『EXPLORER ～Covers 70’s～』収録）

## 収録アルバム
| 曲名         | 収録アルバム | 発売日       | 備考                    |
| ------------ | ------------ | ------------ | ----------------------- |
| 帰らざる日々 | 『ALICE V』  | 1976年7月5日 | 5thオリジナル・アルバム |